# Daniel Papebroch
Daniel Papebroch (ur. 16 marca 1628 w Antwerpii, zm. 28 czerwca 1714 w Antwerpii) – flamandzki jezuita, przedstawiciel bollandystów, hagiograf oraz jeden z założycieli dyplomatyki.

## Wczesne życie
Daniel Papebroch urodził się w 1628 roku w Antwerpii. Jego ojciec był zamożnym oraz pobożnym kupcem, który poprosił Jeana Bollanda by został duchowym przewodnikiem młodego Daniela. Bolland miał wielki wkład nie tylko w wychowanie swojego ucznia w duchu katolickim, ale również w jego edukację. Daniel do Towarzystwa Jezusowego wstąpił w 1646 roku w Tournai. Następnie ukończył studia filozoficzno-teologiczne w kolegium jezuickim w Antwerpii i otrzymał święcenia kapłańskie w 1658 roku w Leuven. Po ukończeniu nauki wykładał retorykę w Brugii i Antwerpii oraz filozofię w Antwerpii.

## Działalność hagiograficzna
W 1659 roku Jean Bolland dołączył Daniela Papebrocha do grona redaktorów Acta Sanctorum. W latach 1660–1662 Daniel wraz z Gotrfydem Henskensem udał się do Rzymu by zbadać Archiwum Watykańskie. Ich dwuletnia podróż zaowocowała zebraniem ponad 1400 dokumentów poświadczających żywoty świętych. Pochodziły one nie tylko z Watykanu, ale również z klasztorów i bibliotek z Niemiec, Francji oraz Włoch, które jezuici odwiedzili w trakcie swojej podróży. Daniel Papebroch w ciągu swojego życia wydał 18 tomów Acta Sanctorum.

## Badania dokumentu oereańskiego
Daniel Papebroch w trakcie swojej pracy nad Acta Sanctorum zbadał wiele dokumentów poświadczających żywoty świętych. Podczas swojej pracy natknął się na dokument króla Dagoberta z 646 roku, w którym nadał on kilka wsi ufundowanemu przez św. Irminę, swoją córkę, klasztorowi benedyktyńskiemu w Oeren. Datacja dokumentu wskazywała, że został on wystawiony przez Dagoberta I, co jest niemożliwe, ponieważ Irmina była córką Dagoberta II.
W 1668 Papebroch wraz z Gotfrydem Henskensem udał się na podróż po regionie mozańsko-mozelańskim w celu zebrania dokumentów potrzebnych do dalszych prac nad Acta Sanctorum. Ze względu na stan zdrowia swojego kompana jezuici zatrzymali się na miesiąc w Luksemburgu. Czas ten poświęcił na szczegółowe badania nad dokumentem oereańskim. W ich wyniku jezuita uznał ów dokument za falsyfikat powstały najprawdopodobniej w XI wieku. Odkrycie bollandysty skłoniło go do dalszych studiów nad dokumentami pochodzącymi z czasów merowińskich. Wyniki swoich badań opublikował w 1675 roku we wstępie do drugiego kwietniowego tomu Acta Sanctorum, zatytułowanym Propylaeum antiquarium circa veri ac falsi discrimen in vetusis membranis, które dało początek naukowym metodom krytyki średniowiecznych dokumentów. W swoim dziele Papebroch zawarł nie tylko podstawy dyplomatyki, ale również uznał za falsyfikaty niektóre dokumenty fundacyjne klasztorów benedyktyńskich. W obronie swojego zakonu wystąpił benedyktyński mnich, Jean Mabillion. Nie tylko podważył on część osądów Papebrocha, ale również wydał De re diplomatica libri VI, co współcześni badacze uważają za początek dyplomatyki.
Współcześnie rola Daniela Papebrocha jest różnie interpretowana przez badaczy. Jedni uważają go za jednego z założycieli dyplomatyki, inni zarzucają mu braki w metodologii badań oraz hiperkrytycyzm. Albowiem jezuita uznał niemal wszystkie dokumenty merowińskie, które przebadał za falsyfikaty. Jednakże na 29 dokumentów merowińskich, których autentyczność podważył obecnie jedynie dwa uchodzą za autentyki. Poprawnie również rozpoznał 20 innych falsyfikatów pochodzących z kancelarii karolińskiej i anglosaskiej.

## Spór z karmelitami
W trakcie dalszych prac nad żywotem św. Alberta, patriarchy Jerozolimy oraz założyciela zakonu Karmelitów, Daniel Papebroch podważył tradycję łączącą powstanie zakonu z prorokiem Eliaszem. Dyskusja rozgorzała między jezuitą a karmelitami, których reprezentował Hiszpan, Sebastian od świętego Pawła, doprowadziła w 1695 do umieszczenia niektórych tomów Acta Sanctorum na listę ksiąg zakazanych przez hiszpańską inkwizycję, która uznała, że zawierają one treści heretyckie. Spór zakończył papież Innocenty XII nakazując obu stronom milczenie. W latach 1697–1702 Daniel ciężko chorował. Na obojgu oczach rozwinęło się bielmo sprawiając, że był w pełni niewidomy. Pewny rychłej śmierci starał się u Papieża o umorzenie zarzutów o herezję. Jednak ani jego, ani starania jego przyjaciela Konrada Jannicka nie dały żadnego skutku. Jezuita wyzdrowiał, a w 1702 roku przeszedł operację na lewe oko przywracającą mu wzrok. Jeszcze w tym samym roku wrócił do pracy nad piątym czerwcowym tomem Acta Sancotorum, który wydał w 1709 roku. Był to jego 18 oraz ostatni opublikowany tom tego dzieła. Po jego wydaniu Daniel Papebroch zajął się pisaniem historii swojego rodzinnego miasta, Antwerpii, od jego założenia do 1700 roku.

## Śmierć
Daniel Papebroch zmarł 28 czerwca 1714 roku w swoim rodzinnym mieście, Antwerpii. Poświęcił on 50 lat swojego życia na redagowaniu żywotów świętych wydając je w 18 tomach Acta Sanctorum. Zarzuty o jego herezję zostały umorzone, jednak sam Papebroch tego nie doczekał, gdyż stało się to w 1715 roku.

## Twórczość
- Ad Felicem Zacchiam: post caesum in propugnatione Cabdiae fulium Josephum Rondinium altero filio Natali Rondinio orbatum. Non posse etiam vitam brevem dici, quam numeris omnibus virtus et doctrinae absolverint, 1660;
- Johannes Bollandus/Gottfried Henschen/D. P., Breves notitiae triplicis status ecclesiastici et singularii, excerptae ex actis Sanctorum..., Antverpiae 1668.
- Acta Sanctorum martii I-junii IV, Antverpiae 1668–1707
- Actae Vitae S[ancti] Ferdinandi Regis Castellae, Antverpiae 1684
- Paralipomena addendorum, mutandorum, in conatu chronico histor. ad Catalogum Rom. Pontificium, 1685
- Non vera Origo atque Successio Sacri ordinis Carmelitani in confirmationem, verae originis atque successionis eiusdem historico chronologice demonstrata, Antverpiae 1698;
- Protestatio iterata de Silentio circa primaevam sacri ordinis Carmelitani institutionem et antiquitatem sempre sibi optato, nunc demum inviolabiliter tenendo, Antverpiae 1698
- Elucidatio historica actorum in controversia super origine, antiquitate, & historiis Sacri Ord. B. M. de Monte Carmeli, inter quosdam illius & Societatis Jesu scriptores, Acta Sanctorum illustrare professos; quae est pars 3. & ultima Responsium Danielis Papebrochii ad exhibitionem errorum..., Antverpiae 1698 = Responsio ... ad Exhibitionem Errorum per adm. R.P. Sebastianum a S. Paulo Ord. Carmelitani evulgatam anno 1693 Coloniae, Bde. 1–3, Antverpiae 1696–1698
- Annales Antverpienses ab urbe condita ad annum M.DCC. Collecti ex ipsius civitatis monumentis publicis privatisque latinae ac patriae linguae iisque fere manu exaratis, hrsg. von Franz Hendrik Mertens und Ernest Buschmann, Antverpiae 1845–1848